# Élections législatives seychelloises de 2020
Les élections législatives seychelloises de 2020 ont lieu du 22 au 24 octobre 2020 afin de renouveler les membres de l'Assemblée nationale des Seychelles. Une élection présidentielle est organisée simultanément.
Le scrutin est remporté par l'Union démocratique seychelloise, qui accroit sa majorité absolue à l'assemblée.

## Système électoral
L'Assemblée nationale est l'unique chambre du parlement monocaméral des Seychelles. Elle est composée d'un maximum de 35 sièges pourvus pour cinq ans selon un mode de scrutin parallèle.
Sont ainsi à pourvoir 26 sièges au scrutin uninominal majoritaire à un tour dans autant de circonscriptions électorales, auxquels se rajoutent jusqu'à 9 sièges pourvus au scrutin proportionnel plurinominal dans une unique circonscription nationale, chaque parti obtenant un siège par tranche de 10 % des votes valides obtenus.

## Résultats
|                           |                           |        |       |      |        |        |        |               |  |  |  |  |  |  |
| Parti                     | Parti                     | Votes  | %     | +/-  | Sièges | Sièges | Sièges | Sièges        |  |  |  |  |  |  |
| Parti                     | Parti                     | Votes  | %     | +/-  | UM1    | SPP    | Total  | +/–           |  |  |  |  |  |  |
|                           | Linyon Demokratik Seselwa | 35 202 | 54,84 | 5,25 | 20     | 5      | 25     | 6             |  |  |  |  |  |  |
|                           | Seychelles unies          | 27 185 | 42,35 | 6,87 | 6      | 4      | 10     | 4             |  |  |  |  |  |  |
|                           | One Seychelles            | 1 420  | 2,21  | Nv   | 0      | 0      | 0      | en stagnation |  |  |  |  |  |  |
|                           | Alliance seychelloise     | 70     | 0,11  | Nv   | 0      | 0      | 0      | en stagnation |  |  |  |  |  |  |
|                           | Indépendants              | 317    | 0,49  | 0,28 | 0      | 0      | 0      | en stagnation |  |  |  |  |  |  |
|                           |                           |        |       |      |        |        |        |               |  |  |  |  |  |  |
| Suffrages exprimés        | Suffrages exprimés        | 64 194 | 97,30 |      |        |        |        |               |  |  |  |  |  |  |
| Votes blancs et invalides | Votes blancs et invalides | 1 784  | 2,70  |      |        |        |        |               |  |  |  |  |  |  |
| Total                     | Total                     | 65 978 | 100   | -    | 26     | 9      | 35     | 2             |  |  |  |  |  |  |
| Abstentions               | Abstentions               | 8 656  | 11,60 |      |        |        |        |               |  |  |  |  |  |  |
| Inscrits / participation  | Inscrits / participation  | 74 634 | 88,40 |      |        |        |        |               |  |  |  |  |  |  |